# Gljúfrafoss
Gljúfrafoss, in islandese più nota come Gljúfurárfoss o  Gljúfrabúi (in lingua islandese: abitante del canyon), è una piccola cascata situata circa 600 metri a nord della più famosa Seljalandsfoss, nella regione del Suðurland, nella parte meridionale dell'Islanda.

## Descrizione
La cascata è caratterizzata da un salto di 40 metri. È raggiungibile tramite la strada 249 Þórsmerkurvegur, che porta a Þórsmörk.
La cascata è poco visibile in quanto l'acqua precipita in una stretta e oscura gola chiamata Tröllagildel e caratterizzata da ripide pareti che ostacolano la visibilità. Per raggiungerla si può seguire un sentiero che entra nello stretto canyon dove l'acqua precipita in una piccola pozza. In alternativa si può procedere lungo un tortuoso sentiero, in cui è presente una scala in legno, che permette di osservare la cascata a circa metà della sua altezza.
Nel 2008 la cascata è stata discesa per la prima volta con un kayak.